# ENEOS仙台製油所
ENEOS仙台製油所（エネオスせんだいせいゆしょ）は、仙台港にあるENEOSの製油所である。所在地は宮城県仙台市宮城野区となっているが、敷地は宮城野区以外にも隣接する多賀城市や七ヶ浜町に及ぶ。
東北地方唯一の製油所で、各種燃料油などの石油製品を、岩手県、宮城県、福島県、山形県内陸地方に供給している。2007年（平成19年）には石油化学製品の製造装置が完成、ガスタービン複合発電設備も建設され電力小売事業（PPS事業）も開始された。

## 概要

### データ
- 所在地 - 仙台市宮城野区港5丁目1-1
- 敷地面積 - 1,356,000 m2[2]
- 従業員数 - 314人（2015年3月31日現在）[2]
- 原油処理能力 - 145,000バレル/日

### 主な生産品
- LPG
- ナフサ
- ガソリン
- 灯油
- ジェット燃料
- 軽油

- 重油
- アスファルト
- プロピレン
- ベンゼン
- 粗キシレン
- 硫黄

### 主要設備
括弧内は1日あたりの処理能力（2007年4月1日現在）。
- 常圧蒸留装置 （145,000バレル）
- 減圧蒸留装置 （60,000バレル）
- 残油流動接触分解装置 （43,000バレル）
- 連続触媒再生式接触改質装置 （30,000バレル）
- アルキレーション装置（4,520バレル）
- プロピレン精留装置（5,000バレル）
- 水素化脱硫装置
  - ナフサ脱硫装置 （30,000バレル）
  - 分解ガソリン脱硫装置 （31,000バレル）
  - 灯油脱硫装置 （34,000バレル）
  - 重油直接脱硫装置 （52,000バレル）
  - 減圧軽油脱硫装置 （40,000バレル）

## 専用線
仙台臨海鉄道仙台北港駅に繋がる鉄道路線（専用側線）が製油所内に引き込まれており、鉄道タンク車を用いた石油製品の出荷が行われている。出荷先は福島県・岩手県の内陸油槽所である。
なお、新日本石油では鉄道貨物輸送による積極的な自社石油製品の輸送の実績から、2007年12月にエコレールマーク推進企業の認定を受けており、2008年1月より当駅に常備されているENEOSブランドマークつきのタンク車に順次エコレールマークが貼付された。

## 沿革
三菱石油グループの製油所として、三菱石油・三菱商事・東北電力などが出資する東北石油株式会社により建設された。
- 1968年（昭和43年）7月8日 - 東北石油設立。
- 1971年（昭和46年）7月1日 - 仙台製油所操業開始。原油処理能力は40,000バレル/日。
- 1973年（昭和48年）4月 - 原油処理能力を55,000バレル/日に増強。
- 1973年（昭和48年）7月 - 原油処理能力を70,000バレル/日に増強。
- 1974年（昭和49年）10月 - 原油処理能力を100,000バレル/日に増強。
- 1983年（昭和58年）10月 - 原油処理能力を88,000バレル/日に削減。
- 1992年（平成4年）6月 - 原油処理能力を100,000バレル/日に増強。
- 1996年（平成8年）12月 - 原油処理能力を120,000バレル/日に増強。
- 1998年（平成10年）8月 - 原油処理能力を145,000バレル/日に増強。
- 2002年（平成14年）4月1日 - 東北石油が新日本石油精製に合併、同社の仙台製油所となる。
- 2007年（平成19年）10月 - キシレン・ベンゼン・プロピレン製造装置稼動開始。
- 2007年（平成19年）11月 - PPS事業開始。
- 2010年（平成22年）7月1日 - JX日鉱日石エネルギー発足により、同社の仙台製油所となる。
- 2011年（平成23年）3月11日 - 東日本大震災（東北地方太平洋沖地震）。当製油所では大規模な火災が発生（後述）。
- 2012年（平成24年）3月 - 震災から復旧し生産を再開。
- 2016年（平成28年）1月1日 - JX日鉱日石エネルギーがJXエネルギーに商号変更。
- 2017年（平成29年）4月1日 - JXエネルギーがJXTGエネルギーに商号変更。
- 2020年（令和2年）6月25日 - JXTGエネルギーがENEOSに商号変更。

### 東日本大震災
2011年3月11日、東日本大震災により当製油所では大規模な火災が発生した。火災発生から鎮火までの経過は以下の通りである。
- 3月11日15時45分 - 東北地方太平洋沖地震の発生から約1時間後、津波により冠水[4]。
- 3月11日20時00分頃 - 爆発音が発生。火災を確認したことから所員が所外へ避難[4]。
- 3月12日9時30分 - 報道映像により陸上出荷設備の火災であることを確認[4]。
- 3月14日11時30分頃 - 所員がタンク元弁を閉鎖[4]。
- 3月15日11時00分頃 - 消火活動開始[4]。しかし道路の破損で消防車が近づけず、延長ホースを伸ばして消火活動を実施[5]。
- 3月15日14時30分頃 - 火災鎮火[4]。

東北地方6県の灯油やガソリンなど石油製品は、消費量の半数を当製油所からの供給に頼っていたためガソリン不足が起き、各地のガソリンスタンドでは長蛇の列が続いた。このためJXやJR貨物は、日本海側の港湾や鉄道を使って石油の緊急輸送を続けた。